# 1. FC Katowice
Maillots
Le 1. FC Kattowitz / Katowice est un club de football allemand, polonais puis de nouveau allemand, fondé le 13 février 1905, disparu en 1945 et basé à Katowice (appelée Kattowitz jusqu'en 1921 et de 1939 à 1945).

## Histoire
Longtemps après la disparition du 1. FC Katowice, le mouvement pour l'autonomie de la Silésie crée en 2007 un nouveau club et reprend le nom de l'équipe historique, sans pour autant revendiquer de liens avec l'ancien club de Katowice.
En bas de l'échelle du football polonais chez les hommes, l'équipe joue en première division féminine de 2010 à 2012.

## Palmarès
- Championnat de Haute-Silésie : 
  - Champion (7) : 1907, 1908, 1909, 1913, 1922, 1932, 1945
- Championnat de Pologne :
  - Vice-Champion (1) : 1927